# Richard von Mises

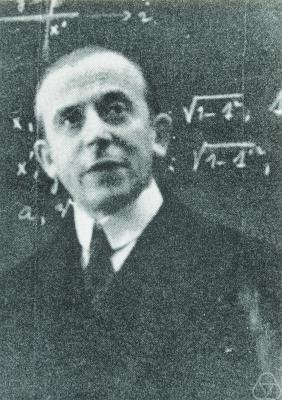
Richard von Mises

Richard Edler von Mises (* 19. April 1883 in Lemberg, Galizien, Österreich-Ungarn; † 14. Juli 1953 in Boston, Massachusetts, Vereinigte Staaten) war ein österreichisch-US-amerikanischer Mathematiker. Er ist der Bruder des Wirtschaftswissenschaftlers Ludwig von Mises.

## Leben
Richard von Mises studierte an der Technischen Universität Wien Mathematik, Physik und Ingenieurwissenschaft. Nach seinem Abschluss wurde er Assistent von Georg Hamel an der Technischen Universität in Brünn. 1907 wurde er an der TU Wien promoviert, 1908 folgte die Habilitation in Brünn. Anschließend war er als Dozent in Brünn tätig. Im Jahr 1909 wurde er außerordentlicher Professor für Angewandte Mathematik an der Universität Straßburg.

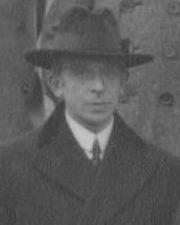
Richard von Mises (1930)

Während des Ersten Weltkriegs diente er in der österreich-ungarischen Armee. Wegen der im Rahmen seiner wissenschaftlichen Arbeit erworbenen Kenntnisse über Flugzeugbau und einer Ausbildung zum Piloten war er dort als Testpilot und Ausbilder tätig. Er leitete die Entwicklung eines neuen Flugzeuges („Mises-Flugzeug“), das 1916 fertiggestellt wurde, aber nicht zum Einsatz kam.
Nach dem Krieg verlor er mit dem österreichischen Adelsaufhebungsgesetz 1919 seinen adligen Namen. In Deutschland war er von 1919 bis 1920 Professor für Festigkeitslehre, Hydrodynamik und Aerodynamik an der Technischen Hochschule Dresden. Bereits 1920 wechselte er an die Universität Berlin und wurde dort Direktor des Instituts für Angewandte Mathematik. Im Jahr 1923 wurde er zum Mitglied der Leopoldina gewählt.
Nach der Machtergreifung der Nationalsozialisten in Deutschland 1933 war der katholisch getaufte von Mises trotz seiner jüdischen Herkunft zunächst nicht von seinem Lehrstuhl entfernt worden, da für Teilnehmer des Ersten Weltkriegs eine Ausnahmeregelung bestand. Außerdem war von Mises für seine eher deutsch-nationalen Ansichten bekannt. Wegen der Unsicherheit und Unerträglichkeit dieser Situation emigrierte er jedoch noch 1933 in die Türkei und übernahm einen Lehrstuhl für reine und angewandte Mathematik in Istanbul. Von Mises trat aus Protest gegen die Nichtverlängerung der Anstellung seiner Mitarbeiterin Hilda Geiringer von seiner Professur in Istanbul zurück. Da er außerdem um die politische Zukunft der Türkei nach dem Tod von Kemal Atatürk fürchtete, nahm er 1939 eine Einladung an die Harvard University an, wo er allerdings erst 1945 eine volle Professur erhielt. Im Zweiten Weltkrieg arbeitete er als Zivilist für die US Army. 1946 wurde er US-Staatsbürger.
Im Jahr 1943 heiratete er die Mathematikerin Hilda Geiringer, die 1933 als Jüdin die Universität hatte verlassen müssen und von Mises in die Türkei und später in die USA begleitet hatte.

## Werk
Seine Hauptarbeitsgebiete waren numerische Mathematik, Strömungsmechanik, Aerodynamik, Statistik und Wahrscheinlichkeitstheorie. In seiner 1919 erschienenen Arbeit Grundlagen der Wahrscheinlichkeitsrechnung versuchte er, eine Definition der Wahrscheinlichkeit über den analytischen Grenzwertbegriff vorzunehmen. Das wurde zwar damals viel diskutiert, aber durch die Axiomatisierung der Wahrscheinlichkeitstheorie von Andrei N. Kolmogorow (1933) überholt und verdrängt.
Nach ihm benannt ist auch eine Anstrengungshypothese für zähe Werkstoffe in der Plastizitätstheorie. Mit der sogenannten „Gestaltänderungsenergiehypothese (GEH)“ lässt sich für einen 3D-Spannungszustand die Mises-Vergleichsspannung berechnen – damit kann für kombinierte Belastungen die Belastungsgrenze im Werkstoff (Fließen, Bruch) bestimmt werden.
Ebenfalls von ihm ist die Von-Mises-Iteration zur Berechnung des betragsgrößten Eigenwertes einer Matrix; auch gelang ihm ein erster systematischer Ansatz für die Behandlung baustatischer Probleme mit Hilfe von Matrizen (Matrizenstatik).
Die von ihm eingeführte Von-Mises-Verteilung ist eine der wichtigsten Verteilungen auf dem Kreis. Ihre Bedeutung in der zirkulären Statistik ist vergleichbar mit der Bedeutung der Normalverteilung für lineare Daten.
Zusammen mit seinem Freund Philipp Frank gab er das Lehrbuch Die Differential- und Integralgleichungen der Mechanik und Physik, Band I: Mathematischer Teil, Band II: Physikalischer Teil (1. Auflage 1925, 2. vermehrte Auflage 1930, unveränderter Nachdruck der 2. vermehrten Auflage 1961, Dover Publications Inc., New York und Friedrich Vieweg & Sohn, Braunschweig) heraus.
Eine kompakte Einführung in die Wissenschaftstheorie aus seiner Sicht, die wesentlich vom Wiener Kreis geprägt war, ist sein Kleines Lehrbuch des Positivismus – Einführung in die empiristische Wissenschaftsauffassung, das erstmals 1939 erschienen ist. Von Mises war außerdem ein großer Rilke-Verehrer und besaß eine der größten privaten Sammlungen über den Dichter.

## Ehrung
Im Jahr 1944 wurde von Mises in die American Academy of Arts and Sciences gewählt. 1950 wurde ihm die Aufnahme in die in Ostberlin beheimatete Deutsche Akademie der Wissenschaften angeboten, die er aber ablehnte. Seit 1989 verleiht die deutsche Gesellschaft für angewandte Mathematik und Mechanik (GAMM) den „Richard-von-Mises-Preis“. Im Jahr 2015 wurde auf dem Campus der TU Dresden ein Gebäude in „von-Mises-Bau“ umbenannt.